# Église de l'Assomption-de-la-Vierge de La Villeneuve-au-Châtelot
L'église de l'Assomption-de-la-Vierge est une église située à La Villeneuve-au-Châtelot, en France.

## Localisation
L'église est située sur la commune de La Villeneuve-au-Châtelot, dans le département français de l'Aube.

## Historique
L'édifice est inscrit au titre des monuments historiques en 1926. L'arrêté d'inscription du 9 octobre 2024 abroge celui de 1926.